# Langues au Kenya
Les langues officielles du Kenya sont le swahili et l'anglais. La langue nationale est le swahili, qui n'est parlée comme langue maternelle que par 0,5 % de la population mais qui est une langue seconde pour au moins 12 millions de personnes.
Outre ces deux langues, le pays utilise deux moyens d'expression construits qui sont la langue des signes propre au Kenya et le sheng.
63 langues vernaculaires, autres que le swahili, sont aussi employées. Elles appartiennent à trois familles : les langues bantoues, les langues couchitiques et les langues nilotiques.
À cela, il faut ajouter certaines langues de l'Inde, ce qui porte à plus de 70 les langues utilisées, peu ou prou, au Kenya.

## Liste des langues

### Langues africaines

#### Langues bantoues
Ces langues sont rattachées à l'ensemble nigéro-congolais :
- giriama ;
- gusii (6 % de la population) ;
- kamba (11 % de la population) ;
- kikuyu (22 % de la population) ;
- kuria ;
- langues luhya (14 % de la population) :
  - kisa,
  - bukusu,
  - maragoli,
  - nyole,
  - wanga ;
- meru (6 % de la population) ;
- swahili (qui est passé du rôle vernaculaire au rôle véhiculaire grâce à la colonisation).

#### Langues couchitiques
Ces langues sont une des branches de la famille afro-asiatique :
- borana ;
- burji ;
- dahalo ;
- langue orma : 
  - orma,
  - munyo,
  - waata ;
- oromo ;
- somali ;
- yaaku.

#### Langues nilotiques
Ces langues sont rattachées à l'ensemble nilo-saharien :
- langues kalenjin (12 % de la population) :
  - langues nandi-markweta : nandi, kipsikis, keyo, tuken, markweta
  - langues elgon : sapiny, kony, bong'om, pok, terik
  - langues okiek : kinare, sogoo, akie
  - pökot
- luo (13 % de la population) ;
- maasai ;
- samburu (en) ;
- turkana.

### Langues importées par la colonisation
L'immigration à l'époque de la colonisation britannique explique la présence de communautés parlant des langues indiennes. Un groupe de descendants de soldats soudanais d'Emin Pacha, implantés par la Grande-Bretagne à Kibera, parle un créole à base d'arabe.
- langues européennes :
  - anglais (langue véhiculaire à cause de  la colonisation). 200 000 Kényans sont de langue maternelle Anglaise, et langue parlée en seconde langue par au moins 10 millions de Kényans. En plus, au moins 25 % des Kényans ont des notions de la langue Anglaise, ou parlent partiellement, cette langue.
- langues indiennes :
  - gujarâtî ;
  - konkanî ;
  - panjâbî.
  - Hindi
- langues créoles :
  - nubi.

### Langues construites
- langue des signes kényane ;
- sheng.

## Langues en danger de disparition
Certaines langues vernaculaires couchitiques comme le dahalo (~ 400 locuteurs), le yaaku (~ 50 locuteurs), l'omotik (~ 50 locuteurs), l'elmolo (~ 10 locuteurs) sont des langues en voie de disparition.

## Langues étudiées à l'école
L'enseignement primaire est promulgué en swahili et en anglais auxquels s'ajoute souvent la langue tribale de l'endroit. L'enseignement secondaire est assuré en swahili et en anglais. Pendant les études supérieures, l'anglais est la seule langue de référence.
Dès les deux derniers cycles des huit années que dure l'enseignement primaire, une autre langue est également enseignée. Il s'agit, par ordre d'importance, du français, de l'allemand et de l'arabe.